# Naitasiri (tỉnh)
see also Naitasiri District
Naitasiri là một trong 14 tỉnh của Fiji và cũng là một trong 8 tỉnh trên đảo Viti Levu, hòn đảo lớn nhất đất nước. Naitasiri có diện tích 1.666 km² (643,25 mi²), tỉnh giáp phía đông và phía bắc (nhưng không bao gồm) Suva, thủ đô của đất nước. Theo thống kê năm 2007 tỉnh có 160.759 cư dân và là tỉnh đông dân thứ hai trong cả nước. Nguồn tài nguyên tự nhiên của tỉnh gồm dãy núi Medrausucu, cánh rừng nguyên sinh cuối cùng của đất nước. 